# Свенссон, Туре
Туре Аллан Свенссон (швед. Tore Allan Svensson; 6 декабря 1927, Фалькенберг — 26 апреля 2004, фёрсамлинг Хуси—Сёдра-Саллерупс, коммуна Мальмё) — шведский футболист, вратарь.

## Карьера
Туре Свенссон начал карьеру в клубе «Фалькенберг» в 1943 году. В 1949 году он перешёл в «Эльфсборг». А спустя сезон в клуб «Мальмё». Там футболист выступал на протяжении 10 лет, проведя 433 матча. Он выиграл с клубом чемпионат и Кубок Швеции. Завершил карьеру Свенссон в клубе «Истад» (швед. IFK Ystad FK) в 1969 году.
В составе сборной Швеции Самуэльссон дебютировал 21 октября 1956 года в матче со сборной Дании. Ещё до этого, в 1950 году он поехал с национальной командой на чемпионат мира, а через два года на Олимпийские игры, но там на поле не выходил. В 1958 году он во второй раз отправился на мировое первенство, но и там оставался в запасе. Всего за сборную Свенссон провёл 4 матча, в которых пропустил 6 голов. Также Туре выступал за вторую сборную, где пропустил 20 мячей в 11 встречах.
Завершив игровую карьеру, Свенссон сначала занимался бизнесом по пошиву одежды, а затем по продаже автомобилей. Также он работал тренером вратарей в «Мальмё», его учеником был Ян Мёллер.

## Международная статистика
| Матчи Туре Свенссона за сборную Швеции | Матчи Туре Свенссона за сборную Швеции | Матчи Туре Свенссона за сборную Швеции | Матчи Туре Свенссона за сборную Швеции | Матчи Туре Свенссона за сборную Швеции | Матчи Туре Свенссона за сборную Швеции | Матчи Туре Свенссона за сборную Швеции |
| -------------------------------------- | -------------------------------------- | -------------------------------------- | -------------------------------------- | -------------------------------------- | -------------------------------------- | -------------------------------------- |
| №                                      | Дата                                   | Место проведения                       | Оппонент                               | Счёт                                   | Голы                                   | Турнир                                 |
| 1                                      | 21 октября 1956                        | Стокгольм                              | Дания                                  | 1:1                                    | -1                                     | Товарищеский матч                      |
| 2                                      | 20 августа 1958                        | Хельсинки                              | Финляндия                              | 7:1                                    | -1                                     | Товарищеский матч                      |
| 3                                      | 14 сентября 1958                       | Осло                                   | Норвегия                               | 2:0                                    | —                                      | Товарищеский матч                      |
| 4                                      | 26 октября 1958                        | Стокгольм                              | Дания                                  | 4:4                                    | -4                                     | Товарищеский матч                      |

## Достижения
- Чемпион Швеции:  1952/1953
- Обладатель Кубка Швеции: 1953